# Dave Clement
David Thomas Clement, detto Dave (Battersea, 2 febbraio 1948 – Londra, 31 marzo 1982), è stato un calciatore britannico, di ruolo difensore.

## Biografia
Si suicidò il 31 marzo 1982 all'età di 34 anni ingerendo una forte dose di diserbante, a seguito di una depressione dopo aver subito una frattura alla gamba che gli aveva pregiudicato la prosecuzione della carriera agonistica.

## Palmarès

### Club

#### Competizioni nazionali
- Coppa di Lega inglese: 1

QPR: 1966-1967
- Third Division: 1

QPR: 1978-1979